# Анатолійський леопард
Анатолійський леопард (Panthera pardus tulliana) — підвид леопарда, що мешкає на Іранському нагір'ї та прилеглих територіях, що охоплюють Туреччину, Кавказ, Азербайджан, Грузію, Вірменію, Ірак, Іран, Туркменістан, Афганістан і, можливо, Пакистан. З 2016 року він занесений до Червоного списку МСОП як вид, що перебуває під загрозою зникнення, оскільки дика популяція, за оцінками, налічує менше ніж 1000 дорослих особин.
Також відомий як перський леопард.

## Опис

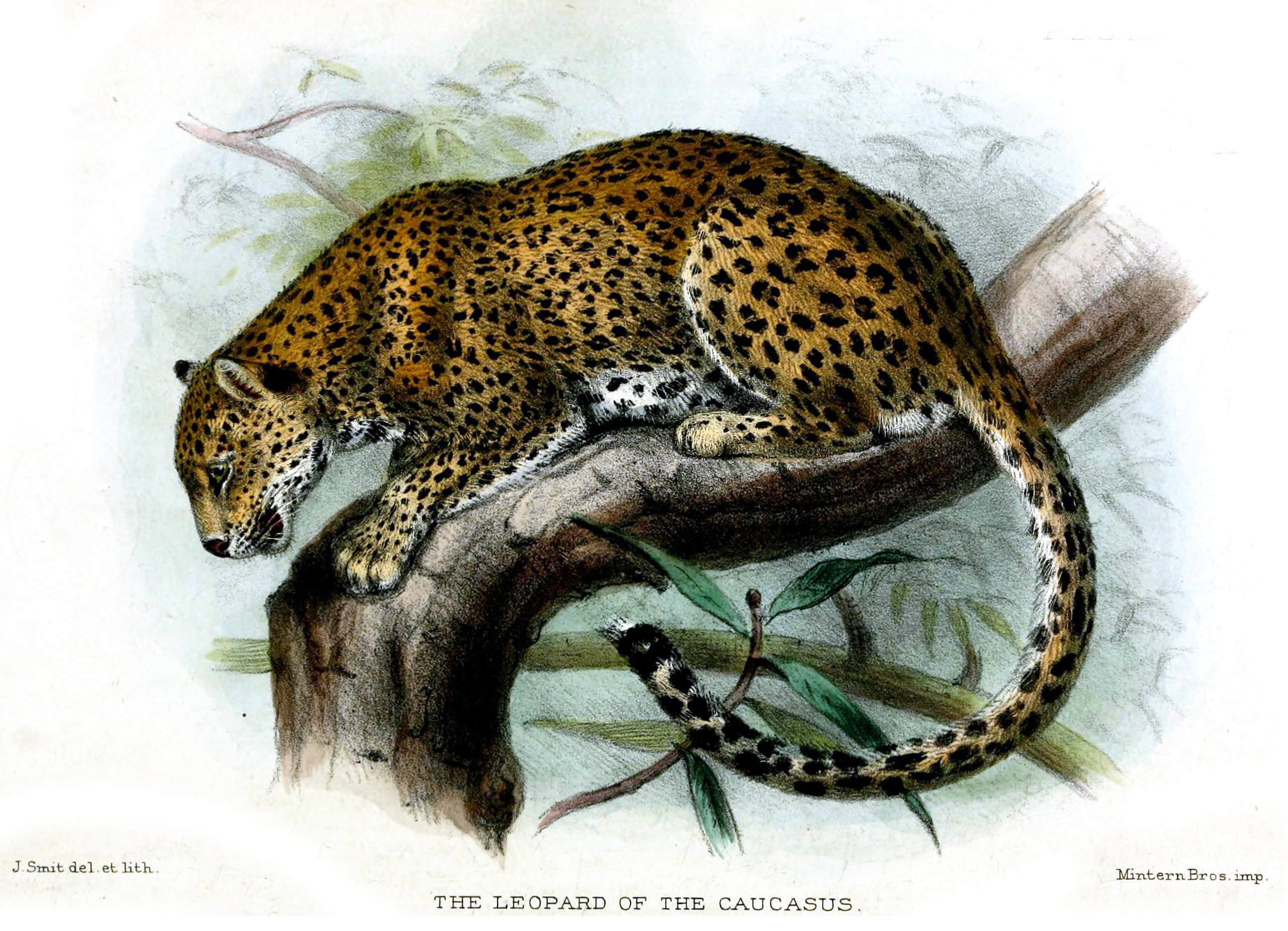
«Кавказький леопард», ілюстрація Джозефа Сміта, 1899 рік

Хутро P. p. tulliana сірувате, злегка рудувате, з великими розетками на боках і спині, меншими на плечах і гомілках, а також плямами на голові та шиї. Він варіює за забарвленням; в Ірані зустрічаються як світліші, так і темніші особини. Середня довжина тіла — 158 см, череп — 192 мм, хвіст — 94 см. Він важить до 60 кг.
Біометричні дані, зібрані у 25 осіб жіночої та чоловічої статі в різних провінціях Ірану, вказують на те, що середня довжина тіла становить 259 см. Молодий самець з північного Ірану важив 64 кг.

## Поширення та ареал існування
На Великому Кавказі середовищем існування P. p. tulliana є субальпійські луки, широколистяні та змішані ліси помірного клімату і пересічені ущелини на висоті від 600 до 3800 м; а на Малому Кавказі та в Ірані — кам'янисті схили, гірські степи та негусті ялівцеві ліси. Він уникає районів з тривалим сніговим покривом і територій поблизу міської забудови.

### Туреччина
У північній Анатолії зоологи знайшли сліди леопардів у верхній лісовій та альпійській зонах Понтійських гір під час досліджень, проведених між 1993 і 2002 роками. Його присутність у Понтійських горах була поставлена під сумнів у 2016 році через брак доказів. На фотографії з фотопастки, зробленій у провінції Трабзон у регіоні Чорного моря у вересні 2013 року, було зафіксовано леопарда. Вважається, що його улюбленим середовищем існування є розріджені лісові масиви, за якими йдуть скелясті ділянки, сільськогосподарські та пасовищні угіддя, а також прибережні зони. На південному сході Туреччини його присутність була зафіксована в районі Чинар провінції Діярбакир і в провінції Бітліс. У 2018 і 2019 роках він був сфотографований на північних схилах гори Куді в провінції Ширнак, і це може слугувати його коридором для пересування між Туреччиною та Іраком. У прибережному національному парку Бейдаглари двох леопардів було зафіксовано на 58 відео- та фотознімках у період з серпня 2019 року по травень 2023 року.

### Грузія
На Кавказі леопардів бачили в районі Тбілісі та в провінції Шида-Картлі в Грузії, де вони живуть переважно в густих лісах. Кілька особин були помічені на низинних рівнинах регіону Кахетії у 2004 році. Сліди леопарда також були знайдені у двох населених пунктах у Тушеті, у верхів'ях річок Андійське Койсу та Асса, що межують з Дагестаном. Вважається, що леопарди час від часу переміщуються через Грузію з Росії, але натуралісти сподіваються, що вони можуть оселитися в Грузії в майбутньому, якщо будуть добре захищені в обох країнах.

### Вірменія
З жовтня 2000 року по липень 2002 року сліди 10 леопардів були знайдені на площі 780 км² у пересіченій скелястій місцевості Хосровського державного заповідника на південно-західних схилах гір Ґегам. Під час досліджень у 2013—2014 роках фотопастки зафіксували леопардів у 24 місцях на півдні Вірменії, з яких 14 — у Зангезурських горах. Цей транскордонний гірський хребет є важливим місцем розмноження леопардів на Малому Кавказі.

### Азербайджан

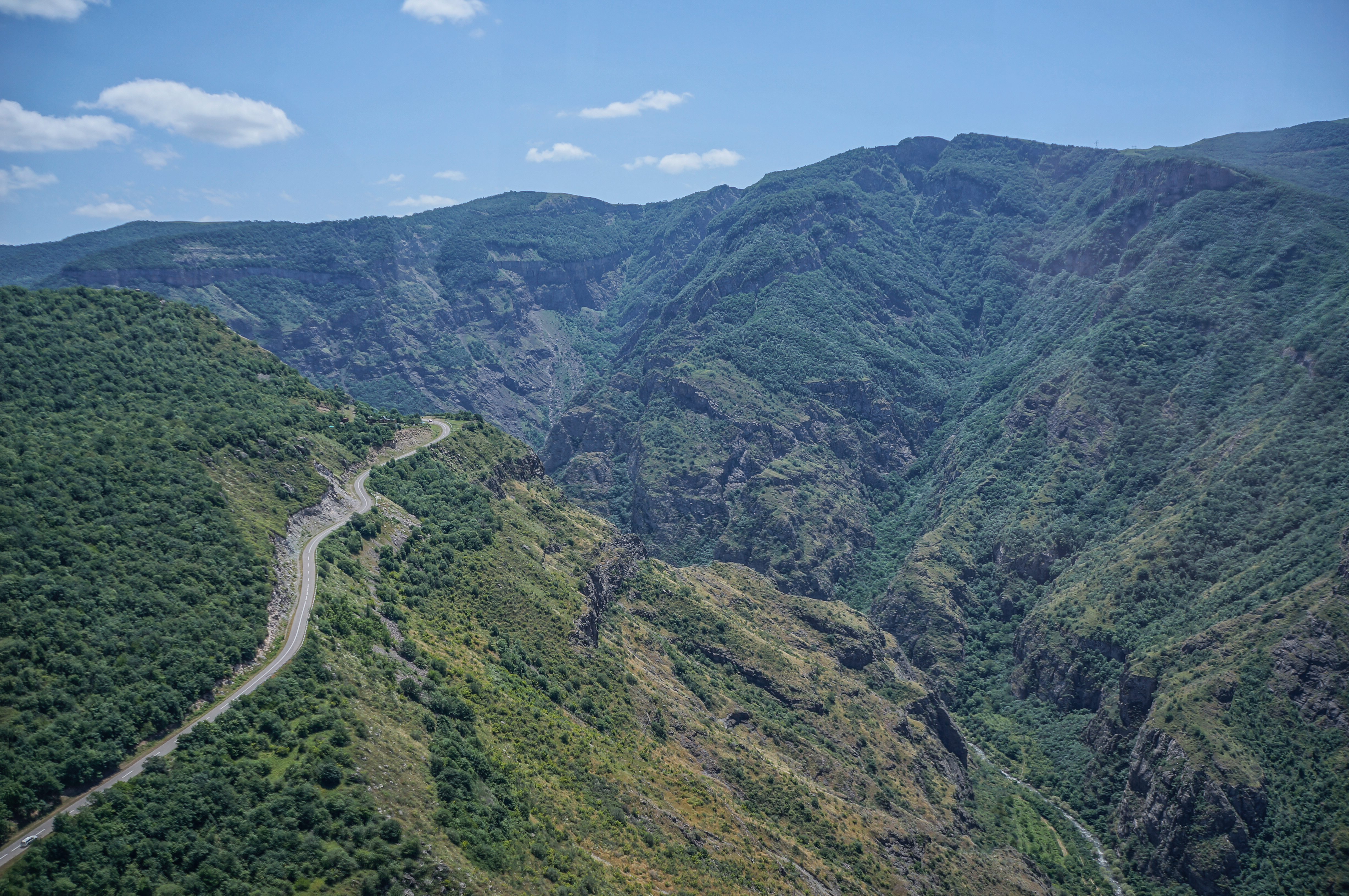
Біотоп в Зангезурських горах

У березні 2007 р. і в жовтні 2012 р. особина була сфотографована фотопасткою в Гірканському національному парку, а потім ще у п'яти місцях за період 2013—2014 рр.. Ця природоохоронна територія на південному сході Азербайджану знаходиться в горах Талиш, які межують з горами Ельбурс в Ірані. Перший перехід самця леопарда з Національного парку Гіркан до Ірану був задокументований у лютому 2014 року. Він був убитий на Чубарському нагір'ї на північному заході іранської провінції Ґілян місцевим мисливцем. Цей випадок свідчить про те, що Талишські гори є важливим коридором для транскордонного переміщення леопардів. У вересні 2012 року перша самка леопарда була сфотографована в Національному парку Зангезур неподалік від кордону з Іраном. Під час досліджень у 2013—2014 роках фотопастки зафіксували леопардів у семи місцях у Зангезурському національного парку, в тому числі двох різних самок і одного самця. Всі місця фотофіксації були розташовані неподалік від кордону з Іраном. П'ятеро дитинчат були задокументовані у двох місцях на Малому Кавказі та в Талишських горах. З липня 2014 року по червень 2018 року чотири леопарди були виявлені в Талишських горах і 11 — у транскордонному регіоні Нахічевані та південній Вірменії.

### Іран

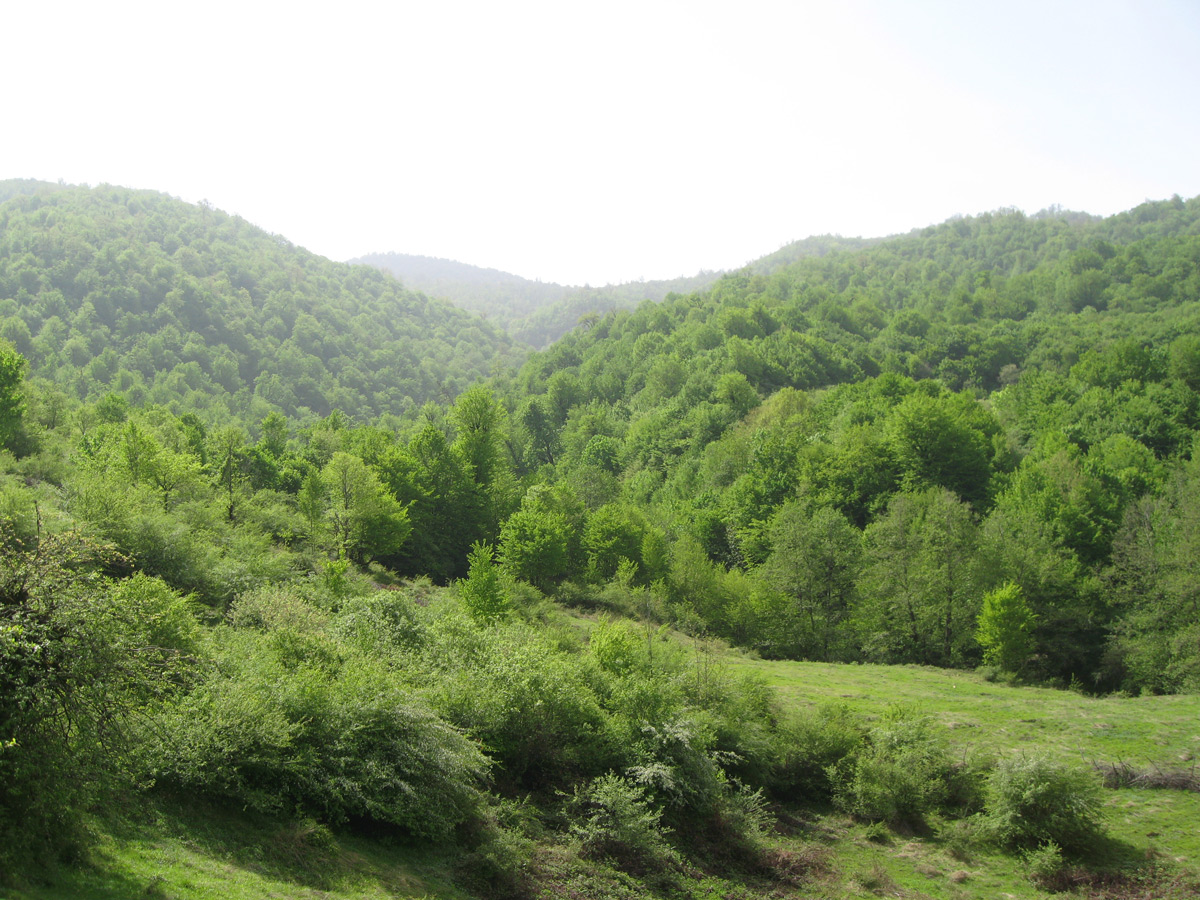
Середовище гір Ельбрус

Іран вважається оплотом леопардів в регіоні. Вони більш численні у північній, ніж у південній частині країни, і у 2010-х роках були зафіксовані у 74 з 204 природоохоронних територій. Каспійсько-гірканські змішані ліси вздовж гір Ельбрус є одним з найважливіших середовищ існування леопарда в країні. Більшість леопардів були зареєстровані в ареалах з температурою від 13 до 18 °C, максимум 20 днів крижаного покриву на рік і річною кількістю опадів понад 200 мм. Заповідна зона Центрального Ельбурса, що охоплює понад 3500 км², є одним з найбільших заповідників у країні, де мешкають леопарди. Докази розмноження леопардів були задокументовані в шести населених пунктах на природоохоронних територіях в іранській частині Малого Кавказу. У Національному парку Баму в провінції Фарс дослідження, проведені з осені 2007 р. до весни 2008 р., виявили сім особин на території площею 321,12 км². На північному сході Ірану під час дослідження, яке проводилося з 2005 по 2008 рік у національному парку Саріголь, було виявлено чотири сім'ї леопардів з двома левенятами в кожній. Самця леопарда сфотографували в січні 2008 року, коли він розбризкував сечу на дерево барбариса; його фотографували ще кілька разів до середини лютого 2008 року в тій самій місцевості. Влітку 2016 року дослідження з використанням фотопасток задокументували присутність 52 леопардів у національних парках Сариголь, Салук і Тандооре. Серед них 10 дитинчат у семи сім'ях, що свідчить про те, що гори Копетдаг і Аладаг є важливими притулками для леопардів у регіоні. У 2020 році леопардів також фотографували на заповідній території в Сефід-Кух, Керманшах. Між вереснем 2014 року і серпнем 2016 року два леопарди з радіопередавачами перемістилися з іранського регіону Копетдаг до Туркменістану, що свідчить про взаємозв'язок популяцій леопардів у цих двох країнах.

### Ірак
Леопардів періодично спостерігали на півночі Іраку. У жовтні 2011 і січні 2012 року леопарда вдалося зафільмувати за допомогою фотопастки на горі Джажна в лісостепу Загроських гір у Курдистані. Між 2001 і 2014 роками в цьому регіоні місцеві жителі вбили щонайменше дев'ять леопардів. У 2020 році леопарда зафіксували в горах провінції Сулейманія на північному сході країни.

### Афганістан
Одна особина була зафіксована фотопасткою в афганській провінції Баміан у 2011 році.

### Туркменістан та Казахстан
Леопарди були зафіксовані фотопастками в Бадхизькому природному заповіднику на південному заході країни. У 2017 році молодий самець леопарда з іранського національного парку Тандоорех мігрував до Туркменістану й оселився там.
У Казахстані леопард був вперше зареєстрований у 2000 році в Жамбильській області. У 2007 і 2015 роках двох леопардів було вбито в Мангистауській області на заході країни. У період з вересня по грудень 2018 року фотопастки зафіксували леопарда на скелі в Устюртському природному заповіднику.

## Таксономія
Felis tulliana — наукова назва, запропонована Ашилєм Валенсьєном у 1856 році, який описав шкуру і череп леопарда, вбитого поблизу Смірни, на заході Туреччини. У 19—20 століттях кілька натуралістів описали зоологічні зразки леопарда з Близького Сходу:
- Felis pardus tulliana був запропонований Річардом Лідеккером у 1899 році після дослідження шкури леопарда з Кавказу[46].
- Felis ciscaucasica був запропонований Костянтином Сатуніним у 1914 році на основі зразка леопарда з Кубані на Північному Кавказі[8].
- Panthera pardus saxicolor був запропонований Реджинальдом Інесом Пококом у 1927 році, який описав шкури леопарда з різних районів Персії, але визнав їхню схожість зі шкурами кавказького леопарда. Його голотипом була шкура і череп самця леопарда з Астерабаду[47].
- Panthera pardus sindica був запропонований Пококом у 1930 році за однією шкурою і двома черепами з гір Кіртхар у Белуджистані. Він писав, що шкура дуже схожа на шкуру P. p. saxicolor, але за кольором відрізняється від типового індійського леопарда (P. p. fusca)[48]. На основі молекулярно-генетичного аналізу в 1996 році зразок було віднесено до P. p. saxicolor[49][50].

У 19—20 століттях анатолійський леопард вважався окремим підвидом леопарда, який зустрічався лише на заході Туреччини. Зразки леопарда, наявні в колекціях зоологічних музеїв, суттєво не відрізняються за розмірами та формою черепа. Тому підвидові назви tulliana, ciscaucasica та saxicolor наразі вважаються синонімами.
Аналіз зразків леопардів з Афганістану показав, що вони належать до P. p. saxicolor, але на сході Афганістану змішуються з індійським леопардом (P. p. fusca). У 2017 році популяція перського леопарда була об'єднана в P. p. tulliana, що є найдавнішою доступною назвою підвиду леопарда в Західній Азії.